# Zusto
Gli Zusto (talvolta italianizzati in Giusto) furono una famiglia veneziana inclusa nel locale patriziato.

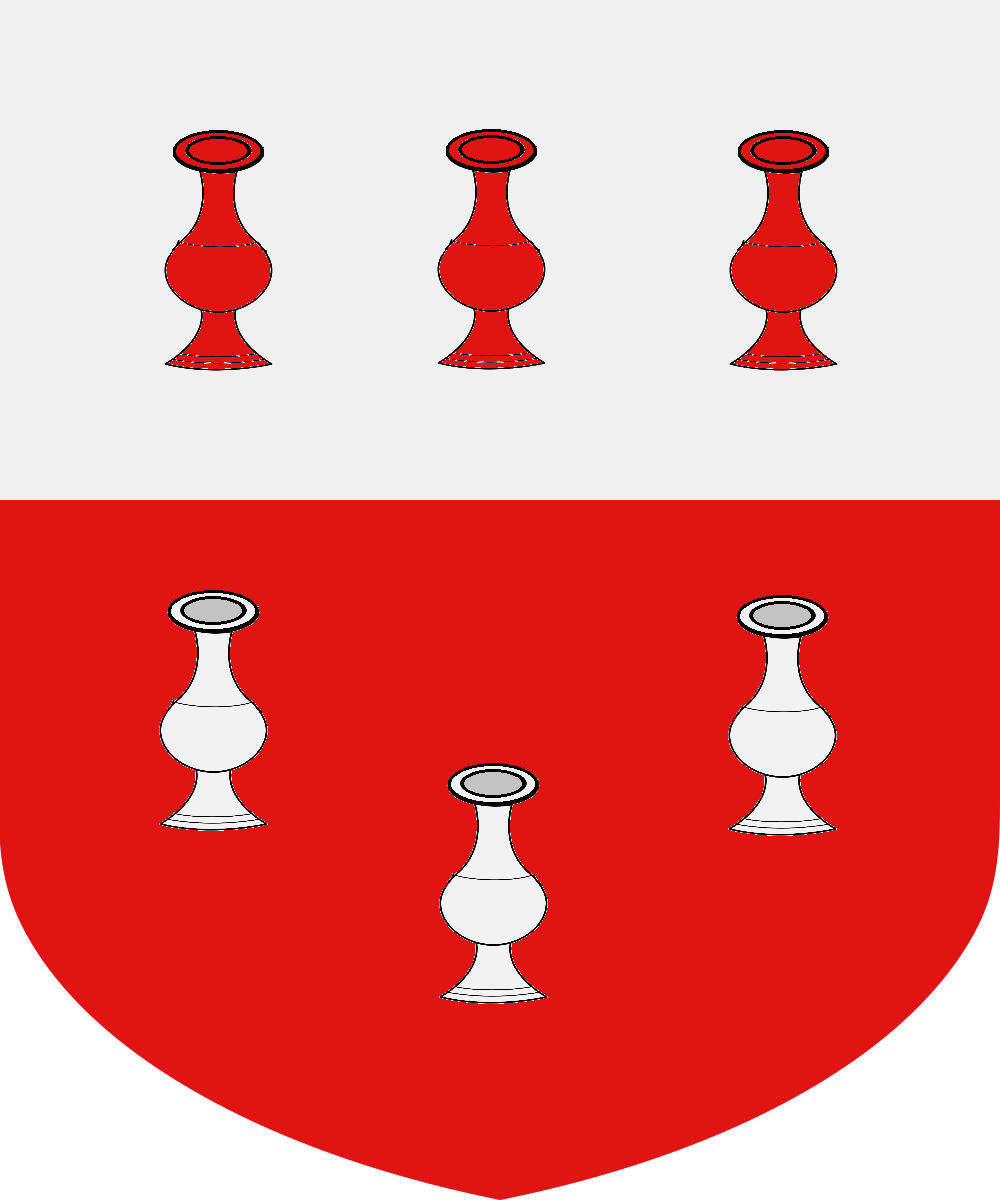
Stemma Zusto

## Storia
Secondo i cronisti antichi sarebbero provenuti da Padova, giungendo nella neonata Venezia nel 454. Avrebbero poi partecipato al governo locale dando alcuni tribuni.
Un ramo della famiglia, escluso dal libro d'oro dopo la Serrata del Maggior Consiglio, fu riassunto nel 1381 nella figura di un Andrea Zusto di San Tomà per i meriti conseguiti durante la guerra di Chioggia.
La famiglia era proprietaria di tutte le botteghe del fondaco dei Tedeschi e contribuì alla sua ricostruzione dopo l'incendio del 1505.
Ultima degli Zusto fu Laura Catterina Maria Zusto moglie di Pietro Vettore Pisani il cui figlio Vettor Daniele (1789-1874) ottenne dal governo Austriaco di unire al proprio cognome anche quello della madre. Anche i Pisani Zusto si estinsero nel giro di una generazione, ma i discendenti mantennero il cognome come de Lazara Pisani Zusto. Attualmente sussiste solo la famiglia Ferri de Lazara, discendente da Cornelia de Lazara Pisani Zusto e Leopoldo Ferri.

## Proprietà
- Ca' Zusto, a Santa Croce;
- Palazzo Zusto, a Castello;
- Villa Marin Zusto Pisani, a Vigodarzere (XVI secolo, attuale municipio): gli Zusto ereditarono il complesso dai Marin[5].